# ريكوبا سودأمريكانا 2019
ريكوبا سودأمريكانا 2019 هو الموسم 27 من  ريكوبا سودأمريكانا. أشرف على تنظيمه كونميبول، وكان عدد الأندية المشاركة فيه  2، وفاز فيه نادي أتلتيكو ريفر بليت.